# The Absence
The Absence je američki melodični death metal sastav sa skandinavskim utjecajima iz Tampe.

## Povijest sastava
Osnovan je 2002. godine te nakon objavljivanja prvog dema potpisuju za diskografsku kuću Metal Blade i objavljuju debitantski studijski album From Your Grave 2005. godine. Dvije godine kasnije objavljuju drugi studijski album Riders of the Plague, nakon kojeg sastav napuštaju basist Nicholas Calaci i bubnjar Jeramie Kling, a zamjenjuju ih Mike Leon i Justin Reynolds. Svoj treći i zasada posljednji album Enemy Unbound objavili su u rujnu 2010. godine. Za vrijeme snimanja, bubnjar Reynolds doživio je prometnu nesreću te je zbog ozljede napustio sastav, a na njegovo mjesto vratio se Jeramie Kling. Godine 2013., dugogodišnjeg gitarista Petera Josepha zamjenjuje Per Nilsson iz sastava Scar Simmetry.

## Članovi
Trenutačna postava
- Jamie Stewart — vokal (2002.-)
- Jeramie Kling — bubnjevi (2002. – 2007., 2010.-)
- Taylor Nordberg — gitara (2013.-)
- Joey Concepcion — gitara (2016.-)

Bivši članovi
- Nick Calaci — bas-gitara (2002. – 2007.)
- Justin Grant — bubnjevi (2002. – 2003.)
- Patrick Pintavalle — gitara (2002. – 2015.), bas-gitara (2007.)
- Christopher Tolan — gitara (2002. – 2003.)
- Peter Joseph — gitara (2003. – 2013.), bas-gitara (2007.)
- Mike Leon — bas-gitara (2007. – 2013.)
- Justin Reynolds — bubnjevi (2008. – 2010.)
- Per Nilsson — gitara (2013. – 2016.)

## Diskografija
Studijski albumi
- From Your Grave (2005.)
- Riders of the Plague (2007.)
- Enemy Unbound (2010.)
- A Gift for the Obsessed (2018.)

EP-ovi
- The Absence (2003.)

Singlovi i spotovi
- "From Your Grave" (2005.)
- "Dead and Gone" (2008.)
- "Enemy Unbound" (2010.)
- "Oceans" (2013.)
- "Septic Testament" (2016.)

## Vanjske poveznice
- Službena MySpace stranica